# Mary-Kate e Ashley Olsen
Mary-Kate Olsen e Ashley Olsen (Sherman Oaks, Califórnia, 13 de junho de 1986) são gêmeas estilistas, empresárias e atrizes norte-americanas. Ficaram famosas na série de televisão Três é Demais, e pelos inúmeros trabalhos que fizeram na televisão e no cinema. Atualmente são estilistas e juntas conquistaram uma fortuna avaliada em mais de 410 milhões de dólares. Elas apareceram na lista das "Mulheres mais Poderosas de Hollywood", e são as gêmeas mais ricas no mundo. 
Quando elas completaram 21 anos, ocuparam a 37ª posição no ranking geral das celebridades mais ricas do mundo. Ao completarem 18 anos, as meninas deram um grito de independência. Assumiram o controle da própria fortuna, mudaram da casa de sua mãe para o outro lado do país - Nova York - e entraram na faculdade. 
Em Junho de 2012 foram premiadas no CFDA Fashion Awards, considerado o Oscar da moda. Em cerimônia realizada na cidade de Nova York, as gêmeas foram eleitas as melhores estilistas de moda feminina com a marca The Row segundo o conselho de estilistas dos Estados Unidos, e em 2014 ganharam o prêmio de Designer de Acessórios do Ano para a mesma marca. Mary Kate e Ashley são donas da badalada grife The Row, além das marcas Elizabeth and James, Olsenboye e uma parceria com a marca StyleMint.
São irmãs da também atriz Elizabeth Olsen, conhecida por seu papel de Wanda Maximoff / Feiticeira Escarlate no Universo Cinematográfico Marvel.

## Biografia
As gêmeas Olsen iniciaram sua carreira de atrizes aos 9 meses de idade na série de televisão Full House, na qual se revezavam no papel da Michelle Tanner. Como os produtores não queriam que os telespectadores soubessem que o papel era feito por gêmeas, as irmãs foram, inicialmente, creditadas como "Mary Kate Ashley Olsen", só mais tarde foram creditadas separadamente. O programa foi muito popular no mundo todo nos anos 80 e no começo dos anos 90.
Logo após o fim da série, elas atuaram em mais duas séries de televisão, "Dose Dupla", em 1998/1999, e "Gêmeas em Apuros", em 2001/2002, e inúmeros filmes foram produzidos por sua própria empresa, a Dualstar, além de um desenho animado intitulado "Mary-Kate and Ashley in Action". Atraíram milhares de crianças e adolescentes no mundo, e tiveram seus nomes e imagens estampados em roupas, perfumes, revistas, posteres, filmes, vídeo-games, série de livros etc. 
Em 2004, as gêmeas atuaram no seu último trabalho juntas, o filme "No Pique de Nova York", em seguida surpreenderam ao anunciarem que iriam entrar para a faculdade depois de terminarem o secundário e, com isso, ficariam um tempo de fora da TV. A maioria dos jovens atores escolhem atuar em tempo integral depois do secundário, poucos continuam os estudos, (é o caso de Brooke Shields, Jodie Foster, e Natalie Portman, por exemplo). Ambas estudaram na New York University no Gallatin School of Individualized Study, até que Mary-Kate deixou a universidade e voltou para California. Ela decidiu ficar na Costa Oeste e procurar trabalho individual com sua empresa, a DualStar; porém, Mary-Kate era vista frequentemente fumando, bebendo e cada vez mais magra, a mídia fez muita especulação sobre o assunto, e por fim, MK deu entrada num programa de reabilitação. Ela estava com anorexia nervosa. E então, elas que antes eram vistas sempre juntas, passaram a andar separadas e em eventos diferentes. Ainda nesse ano as gêmeas Olsen receberam uma estrela na Calçada da Fama em 29 de Abril de 2004. Elas são as celebridades mais jovens a receber esta honra. Em 2005, Ashley fez um estágio com o estilista Zac Posen
Mary-Kate começou a atuar na terceira temporada da série de comédia "Weeds", que estreou nos EUA em 13 de agosto de 2007, e participou das filmagens de "The Wackness", que estreou em 2008. Em 2011 faz uma participação no filme A Fera, longa estrelado por Vanessa Hudgens.

## Carreira na Moda
Como as irmãs têm amadurecido, tem havido um maior interesse em suas escolhas de moda, como The New York Times declarou Mary-Kate um ícone da moda pelo pioneirismo sua assinatura (e agora popular entre as celebridades e fãs) look "sem-teto ". O estilo, muitas vezes referidos por jornalistas de moda como "ashcan" ou "boêmio-burguês", é semelhante ao estilo boho-chic popularizado na Grã-Bretanha por Kate Moss e Sienna Miller. O look é composto por óculos oversized, botas, blusas soltas e saias fluidas, com uma estética da mistura de peças high-end e low-end. As gêmeas estavam estampadas como rostos de luxo de moda linha Badgley Mischka, em 2006.
As Olsen têm uma linha de roupas para meninas com idades entre 4 à 14 anos em lojas do Wal-Mart na América do Norte, bem como uma linha de beleza chamada "Mary-Kate and Ashley: Real fashion for real girls" ("Mary- Kate e Ashley: Moda real para as meninas reais"). Em 2004 elas assinaram um compromisso para permitir a maternidade plena para todos os trabalhadores que costurarem sua linha de roupas em Bangladesh. O Comitê Nacional do Trabalho, elogiou as gêmeas por seu compromisso com os direitos dos trabalhadores.
As Olsen também lançaram sua própria grife de alta costura, "The Row", em homenagem a Savile Row, em Londres. Em 2007, elas lançaram "Elizabeth & James", uma coleção contemporânea inspirada por muitos de seus achados únicos vintage e peças em seus armários pessoais. Elas também lançaram uma linha de roupas femininas para a JC Penney, chamada "Olsenboye", e uma linha de camisetas chamada "StyleMint".
Em 2008, as irmãs publicaram o livro "Influence", uma compilação de entrevistas com muitas das pessoas mais proeminentes no campo da moda. Em 7 de agosto de 2013 as gêmeas lançaram uma nova linha de moda em Oslo, Noruega.
Existiu um boicote em relação às gêmeas: o PETA (Pessoas pelo Tratamento Ético dos Animais) lançou uma campanha contra as gêmeas, que fizeram a sua coleção com diversas peças feitas de pele de animais.

## Família
São filhas de David Olsen e Jarnette Jones. Seus pais se divorciaram em 1996 e Dave se casou com Martha Mackenzie e teve mais dois filhos, Taylor e Jake. Elas têm um irmão mais velho, Trent (nascido em 6 de maio de 1984) e uma irmã mais nova, Elizabete Olsen (nascida em 16 de Fevereiro de 1989), que também se tornou atriz e atuou em Vingadores: Era de Ultron interpretando a Feiticeira Escarlate.

## Recusa em reprisar o papel de Michelle Tanner
Em 2016, foi ao ar a série Fuller House, continuação direta de Três É Demais. As irmãs Olsen, que atuavam no papel da personagem Michelle Tanner, recusaram-se a reprisarem o papel, sob a alegação de que não se sentem mais confortáveis para atuar. Mesmo com a recusa o produtor executivo da série, Bob Boyett, disse que as portas continuarão abertas caso elas apresentem interesse em reprisar o papel.

## Filmografia
Cinema
|      |                                         |                                  |                                 |               |
| Ano  | Título                                  | Mary-Kate                        | Ashley                          | Notas         |
| 1992 | Fugindo Para a Casa da Vovó             | Sarah Thompson                   | Julie Thompson                  | Filme para TV |
| 1993 | Feitiço das Gêmeas                      | Kelly Farmer & Young Aunt Sophia | Lynn Farmer & Young Aunt Agatha | Filme para TV |
| 1994 | Confusão no Velho Oeste                 | Jessica Martin                   | Suzy Martin                     | Filme para TV |
| 1995 | As Namoradas do Papai                   | Amanda Lemmon                    | Alyssa Callaway                 | Filme para TV |
| 1998 | Como Arranjar Uma Namorada para o Papai | Tess Tyler                       | Emily Tyler                     | Filme para TV |
| 1999 | Passaporte para Paris                   | Melanie "Mel" Porter             | Allyson "Ally" Porter           | Filme para TV |
| 1999 | Ataque ou Defesa                        | Sam Stanton                      | Emma Stanton                    | Filme para TV |
| 2000 | Confusão na Austrália                   | Maddie Parker                    | Abby Parker                     | Filme para TV |
| 2001 | Conquistando Londres                    | Chloe Lawrence                   | Riley Lawrence                  | Filme para TV |
| 2001 | Férias ao Sol                           | Madison Stewart                  | Alex Stewart                    | Filme para TV |
| 2002 | Sweet 16: Motorizadas e Habilitadas     | Kylie Hunter                     | Taylor Hunter                   | Filme para TV |
| 2002 | Férias em Roma                          | Charli Hunter                    | Leila Hunter                    | Filme para TV |
| 2003 | O Desafio                               | Shane Dalton                     | Elizabeth "Lizzie" Dalton       | Filme para TV |
| 2004 | No Pique de Nova York                   | Roxanne "Roxy" Ryan              | Jane Ryan                       | Filme para TV |

Televisão
|           |                                           |                                       |                                       |                                                 |
| Ano       | Título                                    | Mary-Kate                             | Ashley                                | Notas                                           |
| 1987–1995 | Três é Demais                             | Michelle Tanner (papel compartilhado) | Michelle Tanner (papel compartilhado) | Papel principal                                 |
| 1994      | Os Batutinhas                             | Gêmea 2                               | Gêmea 1                               | Participação especial                           |
| 1994–1997 | The Adventures of Mary-Kate & Ashley      | Mary-Kate Olsen                       | Ashley Olsen                          | Série, 11 videos                                |
| 1995–2000 | You're Invited to Mary-Kate & Ashley's... | Mary-Kate Olsen                       | Ashley Olsen                          | Série, 10 videos                                |
| 1997      | Irmã ao Quadrado                          | Ela mesma                             | Ela mesma                             | Episódio: "Slime Party" (4.21)                  |
| 1998–1999 | Two of a Kind                             | Mary-Kate Burke                       | Ashley Burke                          | 1ª temporada                                    |
| 2000      | 7th Heaven                                | Carol Murphy                          | Sue Murphy                            | Episódio: "Gossip" (5.08)                       |
| 2001–2002 | Mary-Kate and Ashley in Action            | Misty (voz)                           | Amber (voz)                           | Desenho animado, 1ª temporada                   |
| 2001–2002 | So Little Time                            | Riley Carlson                         | Chloe Carlson                         | 1ª temporada                                    |
| 2003      | Charlie's Angels: Full Throttle           | Future Angel (papel compartilhado)    | Future Angel (papel compartilhado)    | Participação especial                           |
| 2004      | The Simpsons                              | Ela mesma (voz)                       | Ela mesma (voz)                       | Episódio: "Diatribe of a Mad Housewife" (15.10) |